# شهرستان فنین (تگزاس)
شهرستان فنین، تگزاس (به انگلیسی: Fannin County, Texas) یک سکونتگاه مسکونی در ایالات متحده آمریکا است که در تگزاس واقع شده‌است.

## خصوصیات
شهرستان فنین ۲٬۳۲۸٫۴۱ کیلومترمربع مساحت دارد.